# Astaena zyrota
Astaena zyrota är en skalbaggsart som beskrevs av Saylor 1946. Astaena zyrota ingår i släktet Astaena och familjen Melolonthidae. Inga underarter finns listade.